# フアン・デ・メンドーサ・イ・ルナ

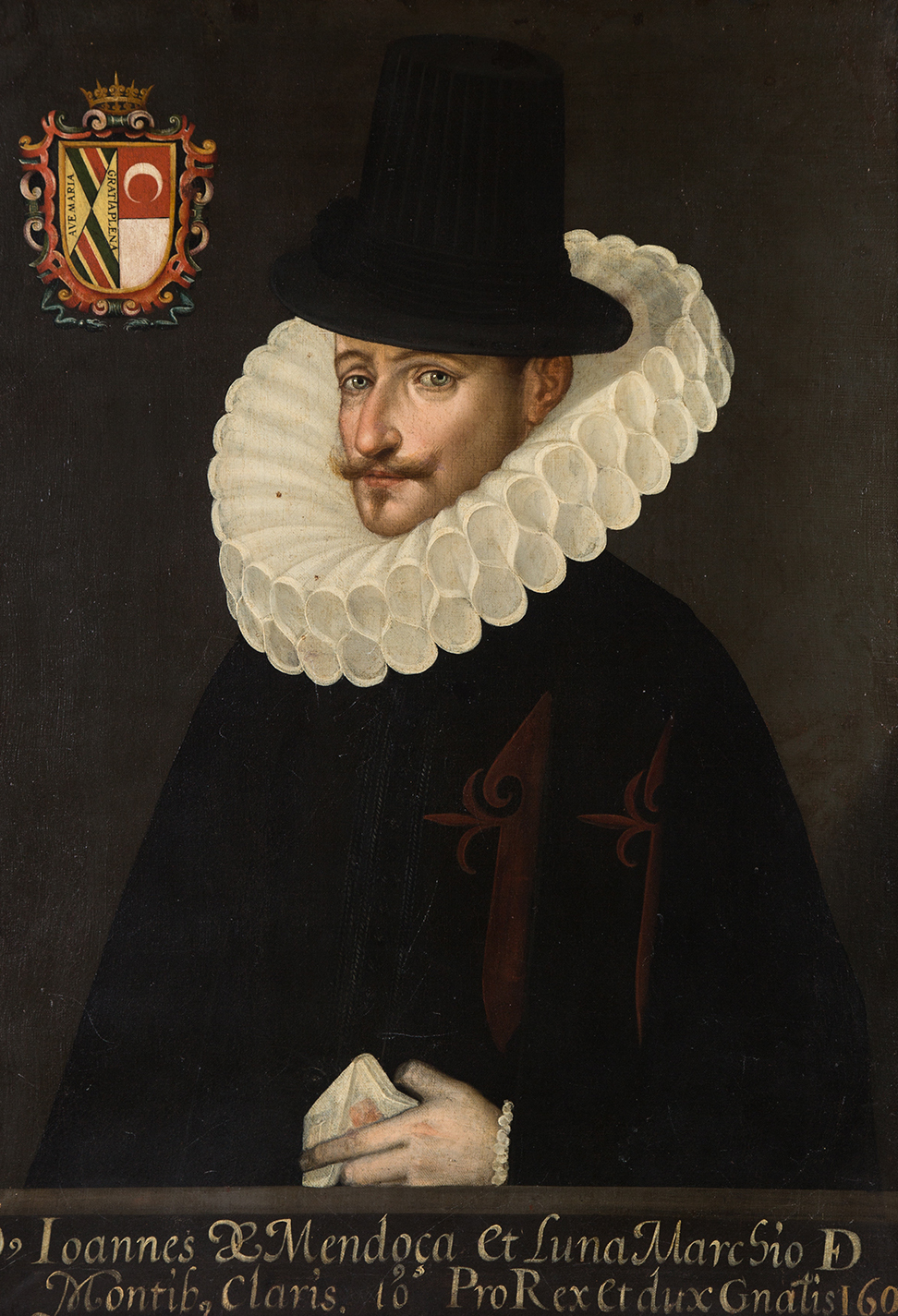
フアン・デ・メンドーサ・イ・ルナ

第3代モンテスクラロス侯爵フアン・デ・メンドーサ・イ・ルナ（Juan de Mendoza y Luna, III Marquis of Montesclaros、1571年 - 1628年10月9日）はスペインの貴族で、第10代ヌエバ・エスパーニャ副王（1603-1607年）、第11代ペルー副王（1607-1615年）をつとめた。

## 生涯
フアン・デ・メンドーサ・イ・ルナはスペインのバリャドリードで生まれた。初代サンティジャーナ侯爵イニゴ・ロペス・デ・メンドーサの子孫であり（初代ヌエバ・エスパーニャ副王アントニオ・デ・メンドーサや第5代副王ロレンソ・スアレス・デ・メンドーサと同様）、またサンティアゴ騎士団長でフアン2世の寵臣だったアルバロ・デ・ルナの子孫でもある。
父が没してから生まれたため、またいとこの第5代インファンタド公爵 (Íñigo López de Mendoza y Mendoza, 5th Duke of the Infantado) によって育てられた。非常に早くから軍人として働き、アルバ公爵フェルナンド・アルバレス・デ・トレドの下でポルトガル王位継承戦争(1580-1583)に参加した。1591年にサンティアゴ騎士団への入団を認められた。1601年にはセビリア市長(asistente)に任命された。

### ヌエバ・エスパーニャ副王
1603年、第9代ヌエバ・エスパーニャ副王のモンテレイ伯爵ガスパール・デ・スニガがペルー副王に転任し、メンドーサ・イ・ルナが後任のヌエバ・エスパーニャ副王に任命された。同年10月26日にメキシコシティ入りした。
彼はメキシコシティで多くの公共事業を興した。メキシコシティは1604年8月に洪水に襲われ、その対策としてのダムの建設や道路の修復を行った。新たな水道をチャプルテペクから引いた。
在職中に汚職の告発を受け、監察官による調査が行われたが、有罪とすべき証拠は見つけられなかった。

### ペルー副王
1606年にモンテレイ伯爵が没したため、後任のペルー副王に転任することになった。ヌエバ・エスパーニャ副王は第8代のルイス・デ・ベラスコが再任になった。1607年12月にリマに到着した。
副王はリマに会計審査会とコンスラード（司法機関）を設立した。またチリのサンティアゴにアウディエンシアを設立した。彼は公文書を収集し、国勢調査を行った。当時スペイン王室は財政難に陥っており、彼の主な関心はスペインに送る銀の産出量の増大だった。
1615年にはオランダのヨリス・ファン・スピルベルゲンの攻撃に敗北したために非難された。

### 晩年
1616年に退任してスペインに戻った。その後枢密院 (Spanish Council of State) の一員に任命され、財務議会 (es:Consejo de Hacienda) の長、アラゴン議会 (es:Consejo de Aragón) の長に昇任した。
1628年にマドリードで没した。